# 옹진군의 스포츠 시설 목록
옹진군의 스포츠 시설 목록은 대한민국 인천광역시 옹진군에서 스포츠 경기를 개최할 수 있는 스포츠 시설에 관한 목록이다.

## 육상
| 경기장         | 좌석    | 수용    | 면     | 리     | 개장   | 홈 경기장 | 비고 |
| -------------- | ------- | ------- | ------ | ------ | ------ | --------- | ---- |
| 영흥종합운동장 | 1,100석 | 1,100명 | 영흥면 | 내리   | 2013년 |           |      |
| 백령종합운동장 | 900석   | 900명   | 백령면 | 남포리 | 2010년 |           |      |
| 대청종합운동장 | 810석   | 810명   | 대청면 | 대청리 | 2012년 |           |      |

## 축구
| 경기장         | 좌석    | 수용    | 면     | 리     | 개장   | 홈 경기장 | 비고 |
| -------------- | ------- | ------- | ------ | ------ | ------ | --------- | ---- |
| 영흥종합운동장 | 1,100석 | 1,100명 | 영흥면 | 내리   | 2013년 |           |      |
| 덕적종합운동장 | 950석   | 950명   | 덕적면 | 서포리 | 2011년 |           |      |
| 백령종합운동장 | 900석   | 900명   | 백령면 | 남포리 | 2010년 |           |      |
| 시도운동장     | 900석   | 900명   | 북도면 | 시도리 | 2009년 |           |      |
| 대청종합운동장 | 810석   | 810명   | 대청면 | 대청리 | 2012년 |           |      |
| 연평종합운동장 | 840석   | 840명   | 연평면 | 연평리 | 2010년 |           |      |

## 참고 문헌
- 《2022년 전국 공공체육시설 현황 (2021년말 기준)》. 대한민국 문화체육관광부. 2023.
- 《2023 전국 공공체육시설 현황 (2022년 12월말 기준)》. 대한민국 문화체육관광부. 2024.
- 《2024년 전국 공공체육시설 현황(2023.12.31.기준)》. 대한민국 문화체육관광부. 2025.